# Demonstrationerna i samband med Sveriges Nato-ansökan
Demonstrationerna i samband med Sveriges Nato-ansökan utgör en rad demonstrationer i olika länder i januari 2023. Demonstrationerna ägde rum under ratificeringsprocessen av Sveriges och Finlands Nato-ansökan.
Demonstrationerna ägde rum efter att politikern Rasmus Paludan arrangerat en koranbränning nära Turkiets ambassad i Stockholm (Villa Bonde). I flera städer, framförallt i Turkiet, demonstrerade hundratals människor mot att Paludan kränkt islams heliga skrift Koranen.
Koranbränningen uppmärksammades i olika delar av världen, och fördömdes av bland andra talibanstyret i Afghanistan som uppmanade Sveriges regering att straffa Paludan. Som ett led i fördömandet av Paludan kallades Sveriges ambassadör i Indonesien upp, och Sveriges ambassad i Ankara höll stängt den 24 januari efter omfattande demonstrationer.